# Pader (district)
Pader is een district in het noorden Oeganda met een bevolking van 197.300 (schatting uit 2020; bij de vorige volkstelling in 2014 was dit 178.004).
De zetel van de districtsoverheid, de stad Pader, is gevestigd in het centrum van het district. Het district grenst aan Kitgum en Lamwo in het noorden, Kotido in het oosten, Lira in het zuiden, Apac in het zuidwesten en Gulu in het westen. In 2010 werd het district Agago afgesplitst van Pader. 
Samen met Gulu, Lamwo, Pader en Kitgum vormt Pader het Acholiland, het gebied van de Acholi in Oeganda.

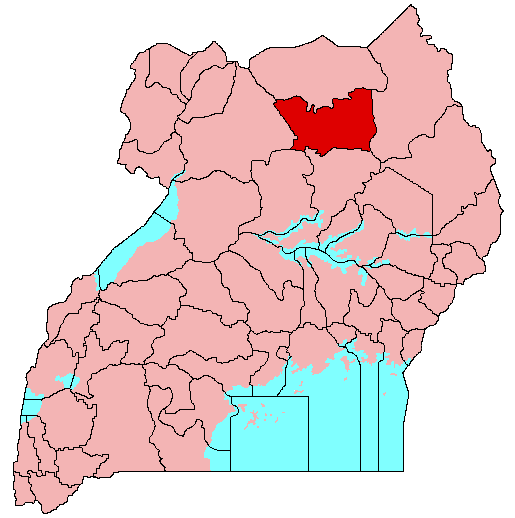
Het district voor het in 2010 werd opgesplitst